# Tasos Papadopulos
Tasos Papadopulos, gr. Τάσσος Παπαδόπουλος (ur. 7 stycznia 1934 w Nikozji, zm. 12 grudnia 2008 tamże) – cypryjski polityk i prawnik, parlamentarzysta i minister, w latach 2000–2006 przewodniczący Partii Demokratycznej (DIKO), prezydent Cypru w latach 2003–2008. Ojciec polityka Nikolasa Papadopulosa.

## Życiorys
Kształcił się w Nikozji, następnie studiował prawo w Londynie King’s College oraz szkolił się w instytucji Gray’s Inn. W Wielkiej Brytanii zorganizował zrzeszenie EFEKA, skupiające cypryjskich studentów. Był członkiem organizacji niepodległościowej EOKA, kierowanej przez Jeorjosa Griwasa. Po powrocie na Cypr działał w PEKA, politycznym ramieniu tej organizacji, od 1958 jako sekretarz generalny tej formacji. W 1959 wziął udział w konferencji w Londynie, na której została uznana niepodległość Cypru. Należał do delegatów sprzeciwiających się przyjętemu tekstowi porozumienia. Dołączył następnie do komisji opracowującej projekt cypryjskiej konstytucji.
W 1959 Makarios III powierzył mu stanowisko ministra spraw wewnętrznych. Był członkiem rządu do 1970, kierując później resortami pracy, zdrowia i rolnictwa. Należał do Frontu Patriotycznego, a po jego rozpadzie w 1969 wziął udział w powołaniu partii Enieon Koma, obejmując funkcję wiceprzewodniczącego. W 1970 wybrany został do Izby Reprezentantów. W trakcie zamachu stanu z lipca 1974 został aresztowany, zwolniono go tuż przed inwazją turecką na Cypr. Do czasu powrotu Makariosa III był doradcą czasowo kierującego państwem Glafkosa Kliridisa. W lipcu 1976, po rozłamie w obozie rządzącym, zastąpił go na funkcji przewodniczącego Izby Reprezentantów; pełnił ją przez dwa miesiące. Utrzymał w tym samym roku mandat poselski, do 1978 zajmował stanowisko głównego negocjatora ze strony Cypru.
Od końca lat 70. prowadził własną praktykę prawniczą. Założył też własne centrowe ugrupowanie, które nie uzyskiwało mandatów poselskich. W 1988 dołączył z nim do Partii Demokratycznej. W 1991 powrócił do cypryjskiego parlamentu, utrzymując mandat w kolejnych wyborach. W 2000 zastąpił Spirosa Kiprianu na stanowisku przewodniczącego DIKO.
Uchodził za przeciwnika kompromisu z Turkami, odrzucał przygotowane przez ONZ projekty zakończenia podziału wyspy. Sprzeciw wobec planu Kofiego Annana przyniósł mu pewną popularność. W wyborach w 2003 z poparciem DIKO i komunistycznego AKEL-u pokonał ubiegającego się o reelekcję prezydenta Glafkosa Kliridisa, otrzymując w pierwszej turze głosowania 51,5% głosów. Kadencję prezydencką rozpoczął 28 lutego 2003, w 2006 ustąpił z funkcji przewodniczącego swojego ugrupowania.
W 2008 poniósł porażkę w pierwszej turze kolejnych wyborów prezydenckich. Uzyskał 31,8% głosów i zajął trzecie miejsce, nie kwalifikując się do drugiej tury. Przegrał wówczas z Joanisem Kasulidisem (33,5%) oraz z Dimitrisem Christofiasem (33,3%). Zakończył urzędowanie 28 lutego 2008.
Zmarł na raka płuc 12 grudnia 2008. 15 grudnia został pochowany na cmentarzu w Nikozji. W maju 2009 jego imieniem została nazwana największa hala sportowo-widowiskowa na Cyprze.
11 grudnia 2009, w przeddzień rocznicy śmierci, jego grób został zbezczeszczony, a ciało skradzione. Prezydent Dimitris Christofias potępił ten akt, nazwał go „świętokradztwem” i stwierdził, że „niszczy on kulturę i szacunek dla zmarłych”. Ciało polityka odnaleziono 8 marca 2010.

## Odznaczenia
- Order za Wybitne Zasługi (Słowenia, 2006)[11]
- Wielki Order Króla Tomisława (Chorwacja, 2006)[12]